# Alina Ilnasowna Sagitowa
Alina Ilnasowna Sagitowa (tatarisch Алинә Илназ кызы Заһитова Alinä Ilnaz kızı Zahitova; russisch Алина Ильназовна Загитова Alina Ilnasowna Sagitowa; englisch Alina Zagitova; * 18. Mai 2002 in Ischewsk, Udmurtien) ist eine russische Eiskunstläuferin, die im Einzellauf startet. Sie ist die Olympiasiegerin von 2018, die Weltmeisterin von 2019 sowie die Europameisterin von 2018.

## Leben
Alina Sagitowa ist tatarische Muslimin. Ihr Vater Ilnas Sagitow ist ein ehemaliger Eishockey-Spieler und jetziger Eishockey-Trainer bei Ischstal Ischewsk, der wie auch seine Frau Leissan aus Tatarstan stammt. Sagitowa hat eine jüngere Schwester Sabina, die auch Eiskunstläuferin ist. Sie selbst war ein Jahr lang ohne einen Vornamen und erhielt ihn dann nach der rhythmischen Sportgymnastin Alina Kabajewa.

## Sportliche Laufbahn
Mit fünf Jahren begann sie mit dem Eiskunstlauf. Heute wird sie von Eteri Tutberidse und Sergei Dudakow in Moskau trainiert. International debütierte sie im August 2016 mit dem ersten Platz beim Wettbewerb ISU Junior Grand Prix (JGP) in Saint-Gervais-les-Bains. Das JGP-Finale gewann sie ebenso. Sagitowa wurde die erste Juniorin in der Geschichte, die mehr als 200 Punkte bekam. Bei den russischen Meisterschaften 2016/17 in Tscheljabinsk wurde sie Vizemeisterin. In der Saison 2016/17 konnte Sagitowa wegen ihres Alters international noch nicht bei den Damen starten.
Zu Beginn ihrer ersten Seniorensaison 2017/18 gewann sie auf Anhieb ihre beiden Grand Prix, dann sowohl das Grand-Prix-Finale als auch die Europameisterschaft. Anschließend wurde sie die zweitjüngste Olympiasiegerin nach Tara Lipinski und stellte zudem noch einen neuen Weltrekord im Kurzprogramm auf. In der darauf folgenden Saison konnte Sagitowa in Saitama das erste Mal Weltmeisterin werden. In der Saison 2019/20 qualifizierte sie sich für das Grand-Prix-Finale, in welchem sie jedoch den letzten Platz belegte. An den Russischen Meisterschaften wenige Wochen später nahm sie nicht teil. Sie will ihre sportliche Laufbahn jedoch fortsetzen.

## Ergebnisse
GP: ISU-Grand-Prix-Serie; CS: ISU-Challenger-Serie; JGP: ISU-Junior-Grand-Prix-Serie
| Wettbewerb/Saison                 | 2015–16       | 2016–17       | 2017–18       | 2018–19       | 2019–20       |
| International                     | International | International | International | International | International |
| --------------------------------- | ------------- | ------------- | ------------- | ------------- | ------------- |
| Olympische Winterspiele (Einzel)  |               |               | 1.            |               |               |
| Olympische Winterspiele (Team)    |               |               | 2.            |               |               |
| Weltmeisterschaften               |               |               | 5.            | 1.            |               |
| Europameisterschaften             |               |               | 1.            | 2.            |               |
| Grand-Prix-Finale                 |               |               | 1.            | 2.            | 6.            |
| GP Cup of China                   |               |               | 1.            |               |               |
| GP Cup of Russia                  |               |               |               | 1.            |               |
| GP Grand Prix of Helsinki         |               |               |               | 1.            |               |
| GP Trophée Eric Bompard           |               |               | 1.            |               | 2.            |
| GP NHK Trophy                     |               |               |               |               | 3.            |
| CS Nebelhorn Trophy               |               |               |               | 1.            |               |
| International: Junioren           |               |               |               |               |               |
| Juniorenweltmeisterschaften       |               | 1.            |               |               |               |
| JGP Finale                        |               | 1.            |               |               |               |
| JGP Frankreich                    |               | 1.            |               |               |               |
| JPG Slowenien                     |               | 3.            |               |               |               |
| National                          |               |               |               |               |               |
| Russische Meisterschaften         |               | 2.            | 1.            | 5.            |               |
| Russische Juniorenmeisterschaften | 9.            | 1.            |               |               |               |